# Studio A-Cat
Studio A-Cat Inc. (Nhật: 株式会社studio A-CAT Hepburn: Kabushiki-gaisha Sutajio A-katto) là một xưởng phim hoạt hình Nhật Bản được thành lập tại Tachikawa, Tokyo.

## Tác phẩm

### Phim truyền hình
| Năm phát sóng | Tựa đề                                                      | Đạo diễn                                   | Số tập | Ghi chú |
| ------------- | ----------------------------------------------------------- | ------------------------------------------ | ------ | --- |
| 2017          | Frame Arms Girl                                             | Kawaguchi Keiichiro                        | 12     | Dựa trên một dòng sản phẩm sa bàn của Kotobukiya; hợp tác sản xuất với Zexcs.                                                      |
| 2017          | Taisho Mebiusline Chicchaisan                               | Watanabe Shuu                              | 12     | Chuyển thể từ visual novel Taishou Mebiusline của HolicWorks.                                                                      |
| 2018          | Pastel Life                                                 | Hino Tommy                                 | 6      | Phần spin-off của BanG Dream!. |
| 2019          | Over Drive Girl 1/6                                         | Motogana Keitaro                           | 12     | Chuyển thể từ manga của Öyster. |
| 2020          | Tamayomi                                                    | Fukushima Toshinori                        | 12     | Chuyển thể từ bộ manga cùng tên của Mountain Pukuichi.                                                                             |
| 2021          | LBX Girls                                                   | Motogana Keitaro                           | 12     | Spin-off của Danball Senki. |
| 2021          | Getter Robo Arc                                             | Kawagoe Jun                                | 13     | Chuyển thể từ series manga của Ishikawa Ken; hợp tác sản xuất với Bee Media.                                                       |
| 2021          | Deatte 5-byou de Battle                                     | Naito Meigo (Tổng đạo diễn) Arai Nobuyoshi | 12     | Chuyển thể từ manga cùng tên của Harawata Saizō. Hợp tác sản xuất với SynergySP và Vega Entertainment, chủ yếu phát triển khâu CG. |
| 2022          | Kenja no deshi o nanoru kenja                               | Motonaga Keitaro                           | 12     | Chuyển thể từ light novel của Ryusen Hirotsugu.                                                                                    |
| 2022          | Nōmin Kanren no Skill Bakka Agetetara Nazeka Tsuyoku Natta. | Nagahama Norihiko                          | 12     | Chuyển thể từ light novel của Shobonnu.                                                                                            |
| 2024          | Maō-gun Saikyō no Majutsushi wa Ningen Datta                | Nagahama Norihiko                          |        | Chuyển thể từ manga cùng tên. |
| 2024          | Highspeed Etoile                                            | Motonaga Keitaro                           | 12     | Tác phẩm gốc. |
| 2025          | Saikyō no Ō-sama, Nidome no Jinsei wa Nani wo Suru?         | Motonaga Keitaro                           |        | Chuyển thể từ webnovel tiếng Anh của TurtleMe.                                                                                     |

### Phim điện ảnh
| Năm khởi chiếu | Tên                                          | Đạo diễn            | Ghi chú                                                        | Nguồn  |
| -------------- | -------------------------------------------- | ------------------- | -------------------------------------------------------------- | ------ |
| 2019           | Frame Arms Girl: Kyakkyau Fufu na Wonderland | Kawaguchi Keiichiro | Phim tổng hợp của Frame Arms Girl. Hợp tác sản suất với Zexcs. | [ 15 ] |

### ONA
| Năm phát hành | Tên                  | Đạo diễn    | Ghi chú                                          | Nguồn  |
| ------------- | -------------------- | ----------- | ------------------------------------------------ | ------ |
| 2014          | Chō Jikū Robo Meguru | Gotou Keiji | Tác phẩm gốc. Hợp tác sản xuất với Brain's Base. | [ 16 ] |